# Rájec-Jestřebí
Rájec-Jestřebí é uma cidade checa localizada na região de Morávia do Sul, distrito de Blansko‎.